# Brigitte Holzapfel
Brigitte Elisabeth Holzapfel (née le 10 avril 1958 à Krefeld) est une athlète allemande, spécialiste du saut en hauteur.
Elle remporte la médaille de bronze lors des Championnats d'Europe juniors de 1975 et la médaille d'or du pentathlon. Elle termine 11e des Jeux olympiques à Montréal, remporte des médailles d'argent lors des Championnats d'Europe en salle de 1977 et de 1978 et à nouveau le bronze lors des Championnats d'Europe 1978 où elle égale le record d'Allemagne de l'Ouest en 1,95 m. Elle termine encore une fois 11e lors des Jeux olympiques de 1984.
Son record personnel est de 1,95 m, franchi à Cologne en août 1978.